# Zdrada stanu
Zdrada stanu, także: zdrada główna – przestępstwo, zbrodnia godząca w najistotniejsze interesy państwa, jak uczestnictwo w działalności zmierzającej do pozbawienia państwa niepodległości, uszczuplenia terytorium terytorium państwowego (bądź to w celu utworzenia nowego bytu państwowego, bądź to włączenia go do terytorium innego, już istniejącego państwa) lub obalenia istniejącego ustroju politycznego państwa, w szczególności z udziałem wrogiego państwa lub organizacji. Przestępstwo jest to tradycyjnie określane mianem „zdrady” (rozumianej jako udział obywatela w działaniach przeciw własnemu krajowi), chociaż podmiotem tego przestępstwa może być każdy, a nie tylko obywatel danego państwa.

## Zdrada stanu w polskimKodeksie karnym
Problematykę zdrady stanu reguluje art. 127 Kodeksu karnego:
Art. 127.

§ 1. Kto, mając na celu pozbawienie niepodległości, oderwanie części obszaru lub zmianę przemocą konstytucyjnego ustroju Rzeczypospolitej Polskiej, podejmuje w porozumieniu z innymi osobami działalność zmierzającą bezpośrednio do urzeczywistnienia tego celu, podlega karze pozbawienia wolności na czas nie krótszy od lat 10 albo karze dożywotniego pozbawienia wolności.
§ 2. Kto czyni przygotowania do popełnienia przestępstwa określonego w § 1, podlega karze pozbawienia wolności na czas nie krótszy od lat 3.

## Przestępstwo zdrady stanu w innych systemach prawnych
W krajach anglosaskich, gdzie pojęcie „zdrady stanu” istnieje od roku 1351, rozróżniało się dawniej „wysoką zdradę” (High treason), obejmującą przestępstwa wyżej wymienione i prowadzącą do kary śmierci i utraty majątku, od „mniejszej zdrady” (Petty treason), np. zabójstwa oficera przez żołnierza czy pracodawców przez służącego. Obecnie te różnice zniknęły: konstytucja USA (art. 3. 3) zawiera tylko definicję „zdrady” odpowiadającej pojęciu „zdrady stanu”, tzn. przestępstw typu udział własnego obywatela w wojnie przeciw USA czy konszachty z wrogami państwa. Sprawa wygląda podobnie w Kanadzie.
W prawodawstwie niemieckim XIX wieku rozróżniało się „Hochverrat” (zdradę stanu) i „Landesverrat” (zdradę kraju). Hochverrat odnosił się do prób naruszania stosunków wewnątrz kraju, a Landesverrat do prób podważenia międzynarodowej pozycji kraju. Obecne prawodawstwo RFN określa jako zdradę stanu (Hochverrat) nie tylko próby, ale i przygotowania do zmiany ustroju państwowego czy praw zagwarantowanych przez konstytucję oraz oderwania części terytorium państwa poprzez zamach stanu. Grozi za to kara dożywotniego więzienia lub co najmniej 10 lat więzienia.
Podobnie wygląda sytuacja w Austrii, z tym że prawodawstwo austriackie przewiduje również kary za podobne akcje przeciw innemu, obcemu państwu.

## Skazani za zdradę stanu
Za zdradę stanu skazano na śmierć lub dożywocie m.in. następujące osoby:
- Thomas More (1535) za odmowę uznania Henryka VIII za głowę Kościoła w Anglii;
- Karol I, król Anglii i Szkocji (1649) za prowadzenie wojny przeciw własnemu narodowi;
- Jan Reinhold Patkul (1707) za próbę oderwania Inflant od Szwecji;
- Michel Ney (1815) za przejście na stronę Napoleona w czasie Stu Dni;
- Ozjasz Szechter (1934) skazany w procesie łuckim - za to że „należąc do KPZU wszedł w porozumienie z innymi osobami w celu oderwania od Państwa Polskiego południowo-wschodnich województw i przyłączenia ich do ZSRR, oraz w celu zmiany przemocą ustroju Państwa Polskiego i zastąpienia go ustrojem komunistyczno-radzieckim, przy czym związek ten tj. KPZU rozporządzał składami broni”, tj. o zbrodnię stanu przewidzianą w art. 97 § 1 w związku z art. 93 § 1 i 2 polskiego kodeksu karnego z 1932 r., za co został skazany wyrokiem Sądu Okręgowego w Łucku z dnia 14 kwietnia 1934 r. na karę 8 lat pozbawienia wolności[3];
- Gienrich Jagoda (1938) za „zdradę państwa sowieckiego”;
- Knut Hamsun (1945) za kolaborację z Adolfem Hitlerem;
- Philippe Pétain (1945) za kolaborację z Adolfem Hitlerem;
- Vidkun Quisling (1945) za kolaborację z Adolfem Hitlerem;
- Pierre Laval (1945) za kolaborację z Adolfem Hitlerem;
- William Joyce (1946) za kolaborację z Adolfem Hitlerem;
- Andriej Własow (1946) za kolaborację z Adolfem Hitlerem;
- Imre Nagy (1956), za zdradę państwa „ludowego”;
- Ryszard Kukliński (1984), za zdradę Polskiej Rzeczypospolitej Ludowej, zrehabilitowany i uniewinniony w 1997 roku.
- Oleg Kaługin (2002, zaocznie) za współpracę z CIA.